# Longhao Airlines
Longhao Airlines é uma companhia aérea cargueira chinesa com sede no Distrito de Tianhe, China.

## História
A Longhao Airlines foi fundada em agosto de 2015 e iniciou as operações em 29 de março de 2017.

## Frota
A frota da China Central Longhao Airlines consiste nas seguintes aeronaves:
| Aeronaves       | Em Serviço | Ordens | Notas |
| --------------- | ---------- | ------ | ----- |
| Boeing 737-300F | 5          | –      |       |
| Boeing 737-400F | 1          | –      |       |
| Boeing 737-800F | 5          | –      |       |
| Boeing 767-300F | –          | 1      |       |
| Total           | 11         | 1      |       |